# Mlečna žleza
Mléčna žléza (latinsko glandula mammaria) je sestavljena cevastomešičkasta žleza v dojki. Pri moškem je nepopolno razvita, pri ženski pa se razvija po puberteti in med laktacijo secernira mleko.

## Zgradba
Mlečna žleza je sestavljena iz epitelijskega dela, ki predstavlja žlezno tkivo (parenhim) in vezivni del (stromo), ki daje dojki oporo in čvrstost. Vezivo je kot celota razdeljeno v fino mrežje, ki ga poznamo kot interlobarne, intralobularne in interlobularne pretine (septe). Vezivo se nadaljuje v globino proti pektoralni fasciji
kot vezivni podporni mostički – Cooperjevi ligamenti. Poleg žleznega tkiva vsebujejo prostori med pretini še različno količino maščobe, ki je ni pod področjem bradavičnega kolobarja in bradavice. Vezivno in maščobno tkivo predstavljata večino prostornine nedoječe dojke. V času nosečnosti lobuli hipertrofirajo in proliferirajo tako, da je dojka v času dojenja sestavljena iz večjega dela žleznega tkiva. Osnovna enota dojke je lobularna enota terminalnega izvodila (TDLU, angl. terminal duct lobular unit), ki v času laktacije proizvaja mleko. Sestavljen je iz režnjiča (lobula) in izvodila. Meri 1–2 mm in s starostjo atrofira. Režnjiči se združujejo v režnje (lobuse), ki so grozdasto oblikovani. Iz njih vodijo mlečna izvodila (ductuli lactiferi), ki se pred vstopom v bradavico razširijo v mlečni sinus (sinus lactiferis). Sinus ima premer 1–2 mm, v času dojenja se razširi na 5–8 mm. Dojko sestavlja iz 15–20 različno velikih režnjev. Izvodila(duktuse) histološko obdajata dve vrsti celic: epitelijske in mioepitelijske celice. Epitelijske celice se razlikujejo glede na vrsto izvodila: ekstalobularni del je prekrit s kolumnarnimi celicami, intralobularni del izvodila pa s kuboidnimi celicami. Ekstralobularni del izvodila obdaja še elastično vezivo. Mlečne žleze apokrino izločajo lipide, merokrino pa proteine.